# Fujita-Skala

Fujita-Skala, Beaufort-Skala und Schallgeschwindigkeit (Mach)

Die Fujita-Skala wurde 1971 von Tetsuya Theodore Fujita entwickelt. Sie dient der Schadensklassifikation für Starkwinderscheinungen wie Tornados und Downbursts. 2007 wurde in den USA eine Weiterentwicklung der F-Skala, die Enhanced Fujita-Skala (EF, ‚verbesserte Fujita-Skala‘), eingeführt, die zunehmend Verbreitung findet.

## F-Skala
Die F-Skala ist eine 13 Stufen umfassende mathematische Interpolation zwischen der Beaufort-Skala und der Schallgeschwindigkeit (Mach 1). Die Geschwindigkeit v kann als Funktion des Fujita-Skalenwertes F wie folgt dargestellt werden:
{\displaystyle v[\mathrm {m/s} ]=6{,}3\cdot (F+2)^{3/2}} bzw. {\displaystyle v[\mathrm {km/h} ]=22{,}68\cdot (F+2)^{3/2}}
Zwischen F und der Beaufort-Windstärke B besteht damit folgender empirischer Zusammenhang:
{\displaystyle F\approx 0{,}2601\cdot B-2} bzw. {\displaystyle B\approx 3{,}845\cdot (F+2)}
Da präzise Messungen der Windgeschwindigkeit oft nicht verfügbar sind, erfolgt die Klassifikation von Tornados oft nach den Schäden, die sie verursachen. Es kommt immer wieder vor, dass erfahrene Meteorologen anhand der Schäden verschiedene F-Klassen für denselben Tornado bestimmen oder Tornados nachträglich hinauf- oder herabgestuft werden.
Die Übertragung der F-Skala auf Europa ist ein weiteres Problem, da sich die europäische Bauweise von Häusern und Größe von Wohnmobilen erheblich von der amerikanischen unterscheidet. Angesichts dieser regionalen Unterschiede in der Bauweise wurde unter Einbeziehung von Vegetationsschäden von TorDACH eine Skala entwickelt, welche auf der gegenüber der Fujita-Skala doppelt so feinen TORRO-Skala basiert und in den Weblinks eingesehen werden kann.
Gelegentlich werden subkritische Tornados, also solche, die keine Schäden verursachen und deren Intensität daher unterhalb von F0 liegt, auch mit negativen Werten auf der F-Skala klassifiziert, also als F-1 oder F-2-Tornados. Analog dazu werden auch auf der TORRO-Skala negative Werte für subkritische Tornados verwendet.
| Stufe | Windgeschwindigkeit | Windgeschwindigkeit | Schäden | Schäden    |
| Stufe | in m/s              | in km/h             | Schäden | Schäden    |
| ----- | ------------------- | ------------------- | --- | ---------- |
| F0    | 18–32,5             | 63–117              | Light Damage. Es zeigen sich leichte Schäden an Schornsteinen, abgebrochene Äste und Baumkronen, Entwurzelung flach wurzelnder Bäume und umgeworfene Plakatwände. F0 wurde eingeführt, um Tornados unterhalb von Bft. 12 zu klassifizieren. | F0-Schaden |
| F1    | 32,5–50             | 118–180             | Moderate Damage. Wellblech oder Dachziegel werden abgehoben und Wohnmobile umgeworfen, fahrende PKW werden verschoben. | F1-Schaden |
| F2    | 50–70               | 181–253             | Considerable Damage. Dächer werden als Ganzes abgedeckt, Wohnmobile werden vollständig zerstört, große Bäume werden entwurzelt, leichte Gegenstände werden zu gefährlichen Projektilen. Beispiel: Tornado im Kreis Viersen vom 16. Mai 2018 | F2-Schaden |
| F3    | 70–92               | 254–332             | Severe Damage. Dächer und leichte Wände werden abgetragen, Züge entgleisen, Wald wird großteils entwurzelt, LKW und PKW werden umgeworfen oder verschoben, PKW können angehoben werden. Beispiel: Tornado in Bützow | F3-Schaden |
| F4    | 92–116              | 333–418             | Devastating Damage. Holzhäuser mit schwacher Verankerung werden verschoben, schwere Gegenstände werden zu gefährlichen Projektilen. Beispiel: Tornado über Pforzheim | F4-Schaden |
| F5    | 116–142             | 419–512             | Incredible Damage. Holzhäuser werden von ihren Fundamenten gerissen, weit verschoben und zerlegt. Ein Tornado der Stärke F5 kann Asphalt von der Straße schälen. Beispiel: Tri-State Tornado | F5-Schaden |
| F6    | 142–170             | 513–612             | Inconceivable Damage. Offiziell wurde noch kein Tornado der Stärke F6 beobachtet. Die Windgeschwindigkeiten werden in Jetstreams erreicht. Am 3. Mai 1999 wurde in Oklahoma der stärkste Tornado in der Geschichte der USA aufgezeichnet, der Bridge-Creek-Moore-Tornado des Oklahoma Tornado Outbreak. Die obere Fehlertoleranz der gemessenen Windgeschwindigkeiten lag im F6-Bereich. Offiziell wird er als F5 eingestuft. |            |
| F7    | 170–199             | 612–717             | Inconceivable Damage. Theoretische Werte, die bei bodennahen Starkwinden auf der Erde nicht beobachtet werden. |            |
| F8    | 199–230             | 717–827             | Inconceivable Damage. Theoretische Werte, die bei bodennahen Starkwinden auf der Erde nicht beobachtet werden. |            |
| F9    | 230–262             | 827–943             | Inconceivable Damage. Theoretische Werte, die bei bodennahen Starkwinden auf der Erde nicht beobachtet werden. |            |
| F10   | 262–295             | 943–1063            | Inconceivable Damage. Theoretische Werte, die bei bodennahen Starkwinden auf der Erde nicht beobachtet werden. |            |
| F11   | 295–330             | 1063–1188           | Inconceivable Damage. Theoretische Werte, die bei bodennahen Starkwinden auf der Erde nicht beobachtet werden. |            |
| F12   | 330–366             | 1188–1316           | Überschallschnelle Winde werden im Labor im Überschall-Windkanal und im Hyperschall-Windkanal erzeugt. |            |

## Enhanced Fujita Scale
Während in Europa Tornados nach der TORRO-Skala klassifiziert werden und die Fujita-Skala nicht offiziell anerkannt ist, ist in den USA die Klassifizierung von Tornados anhand der Fujita-Skala sehr verbreitet. Dort wurde die Fujita-Skala zur sogenannten Enhanced Fujita Scale (abgekürzt EF-Skala) ausgebaut, welche seit dem 1. Februar 2007 die ursprüngliche Fujita-Skala ersetzt. Sie wurde dabei auch um 28 Schadensindikatoren bzw. -typen ergänzt, um eine genauere Klassifizierung zu erlauben.
Die Skala umfasst die Stufen von EF0 bis EF5, wobei die Schritte zwischen den einzelnen Stufen kleiner sind als in der Fujita-Skala; so spricht man bereits ab einer Geschwindigkeit von 322 km/h (F3/T7) oder 200 mph von einem EF5-Tornado. Es gibt demnach keine Unterscheidung zwischen einem F4- und F5-Tornado mehr, da etwa bei der verbreiteten Leichtbauweise anhand der verursachten Schäden kein Unterschied in der Intensität mehr festgestellt werden kann.
Einige Tornadoforscher stehen der EF-Skala jedoch kritisch gegenüber; so ist beispielsweise Bernold Feuerstein der Ansicht, dass sehr wohl auch oberhalb von 320 km/h anhand der Schäden differenziert werden könne. Außerhalb der USA ist die EF-Skala nicht anerkannt, was unter anderem daran liegt, dass sie sich zu sehr auf die amerikanische Bauweise stützt. Zudem wurde bei Messungen in Deutschland festgestellt, dass die auf der Skala angegebenen Windgeschwindigkeiten nicht ganz zu den tatsächlich gemessenen Geschwindigkeiten passen.
| Stufe | Windgeschwindigkeit | Windgeschwindigkeit | Windgeschwindigkeit | Schadensbeispiel |
| Stufe | in km/h             | in mph              | in m/s              | Schadensbeispiel |
| ----- | ------------------- | ------------------- | ------------------- | ---------------- |
| EF0   | 104–137 km/h        | 65–85 mph           | 29–37 m/s           |                  |
| EF1   | 139–177 km/h        | 86–110 mph          | 38–49 m/s           |                  |
| EF2   | 178–217 km/h        | 111–135 mph         | 50–61 m/s           |                  |
| EF3   | 218–265 km/h        | 136–165 mph         | 62–74 m/s           |                  |
| EF4   | 267–322 km/h        | 166–200 mph         | 75–89 m/s           |                  |
| EF5   | > 322 km/h          | > 200 mph           | > 90 m/s            |                  |